# Люзине
Люзине (фр. Luzinay) — коммуна во Франции, находится в регионе Рона — Альпы. Департамент коммуны — Изер. Входит в состав кантона Вьен-1. Округ коммуны — Вьенн.
Код INSEE коммуны — 38215. Население коммуны на 2012 год составляло 2157 человек. Населённый пункт находится на высоте от 207  до 366  метров над уровнем моря. Муниципалитет расположен на расстоянии около 420 км юго-восточнее Парижа, 21 км юго-восточнее Лиона, 75 км северо-западнее Гренобля. Мэр коммуны — M Christophe Charles, мандат действует на протяжении 2014—2020 гг.
Динамика населения (INSEE):